# José Superí
José Superí (Buenos Aires, Virreinato del Río de la Plata, 11 de junio de 1790 - Ayohúma, Alto Perú, 14 de noviembre de 1813) fue un militar argentino que participó en la guerra de independencia de su país.

## Biografía
Siendo un niño ingresó como cadete en el Regimiento Fijo de Infantería de Buenos Aires. Combatió contra las Invasiones Inglesas como sargento del Batallón de Naturales, Pardos y Morenos, y fue ascendido al grado de teniente.
Participó en el Cabildo Abierto del 22 de mayo de 1810.
Se incorporó al sitio de Montevideo en 1811; cuando éste fue levantado, fue enviado a incorporarse al Ejército del Norte, que buscaba recomponerse después de la derrota en la batalla de Huaqui.
Colaboró en el Éxodo Jujeño y combatió como mayor del regimiento de castas en el combate de Las Piedras y en la batalla de Tucumán, durante la cual fue tomado prisionero por el ejército realista. Recuperó la libertad a los pocos días, como resultado de un canje de prisioneros.
En la batalla de Salta fue uno de los más destacados jefes de la infantería, y su regimiento fue el primero en entrar en la ciudad de Salta. Su poncho color celeste, izado en la torre de la Catedral, sirvió para avisar al general Manuel Belgrano que el centro de la ciudad había caído en manos patriotas.
Fue ascendido al grado de coronel y comandó el regimiento de infantería número 4 en la segunda expedición auxiliadora al Alto Perú. Tuvo una actuación brillante en la batalla de Vilcapugio, y su regimiento fue de los más activos en la retirada del ejército derrotado.
Al comenzar la batalla de Ayohúma, en noviembre de 1813, fue muerto por una bala de cañón y su regimiento se dispersó, lo cual hizo inevitable la derrota patriota en esa batalla.
Calles en diversas ciudades argentinas recuerdan a este oficial de la guerra de independencia.